# Chawanmushi
Chawanmushi (茶碗蒸し,Chawanmushi, nghĩa là "món hấp trong tách trà") là một món trứng sữa hấp với hạt bạch quả của ẩm thực Nhật Bản. Không giống như các món trứng sữa hấp khác, món này được ăn như một món khai vị. Trong món này, hỗn hợp trứng sữa được trộn với nước tương, nước dùng dashi và rượu mirin, với rất nhiều nguyên liệu khác như nấm đông cô, kamaboko (một loại chả cá Nhật Bản), yuri-ne (rễ một loại củ thuộc họ hoa loa kèn và tôm luộc, được hấp trong một vật đựng có hình tách trà.
Chawanmushi có thể được ăn nóng hay lạnh. Khi ăn với sợi mì udon, món này được gọi là odamaki mushi hay odamaki udon.
Khác với nhiều món Nhật khác, món này được ăn bằng muỗng.